# Вискозитет
Вискозитетът е мярка за съпротивлението на флуид срещу преместването на едни негови пластове спрямо други. Възприема се като „гъстота“ или съпротивление при изливане. Вискозитетът представя вътрешното съпротивление (напрежение) на флуида да изтича и може да бъде считан като мярка за триенето на флуида. Така водата е „рядка“, тъй като има малък вискозитет, докато растителното масло е „гъсто“, защото има голям вискозитет.

## Теоретична обосновка на Нютон и видове вискозитет
Когато срязващо усилие е приложено на твърдо тяло, тялото се деформира, докато деформацията породи противодействаща сила, която балансира приложената сила до достигане на равновесие. Когато напречно усилие е приложено върху флуид (тъй както вятърът духа върху повърхността на океана), флуидът започва да тече и продължава да тече, докато е приложено усилието. Когато усилието е премахнато, потокът започва да се разпада поради вътрешно разсейване на енергията. Колкото е по-гъст флуидът, толкова по-голямо е съпротивлението му на срязващи напрежения и по-бързо е затихването на потока му.
Принципно във всеки поток слоевете се движат с различни скорости и „гъстотата“ на флуида представлява напрежението на срязване между слоевете, което се проявява като съпротивление на всяка приложена сила.
Исак Нютон постулира, че за прав, паралелен и равномерен поток, срязващото напрежение {\displaystyle \tau } между слоевете е пропорционално на градиента на скоростта ∂u/∂y, по посока y перпендикулярна на слоевете, с други думи относителното движение на слоевете.
{\displaystyle \tau =\mu {\frac {\partial u}{\partial y}}}.
Тук константата μ е известна като коефициент на вискозност, вискозитет, или динамичен вискозитет. Много флуиди като водата и повечето газове удовлетворяват критерия на Нютон и са известни като нютонови (идеални) флуиди. Течностите се наричат нютонови, ако вискозитетът не зависи от скоростта на деформация. Ненютоновите флуиди проявяват по-сложна от линейната зависимост между срязващите напрежения и градиента на скоростта.
В доста изчислителни случаи се използва отношението на вискозната сила към инерционната сила; последната е характеризирана от плътността на флуида ρ. Това отношение се характеризира от кинематичния вискозитет, определен като:
{\displaystyle \nu ={\frac {\mu }{\rho }}}.
Кинематичният вискозитет е отношение на динамичния вискозитет към плътността на веществото и дължи произхода си на класически методи за измерване на вискозитета, като например измерване на времето, през което даден обем изтича през калибрирана дупка под действието на гравитацията.
Джеймс Кларк Максуел нарича вискозитета бягаща еластичност поради аналогията на съпротивлението при еластичната деформация на твърдите тела при напрежения на срязване. Вискозитетът е основният механизъм за разсейване енергията на движението на флуида, предимно като топлина.
Условният вискозитет е стойност, която индиректно характеризира хидравличното съпротивление на потока, измерено от времето, през което даден обем разтвор протича през вертикална тръба (с определен диаметър). Измерва се в градуси Енглер (по името на германския химик Карл Енглер), обозначава се °Е. Определя се от съотношението на времето на потока от 200 ml от изпитваната течност при дадена температура от специален вискозиметър към времето на изтичане на 200 ml дестилирана вода от същото устройство при 20 °C. Условният вискозитет до 16 °Е се преобразува в кинематичен съгласно таблица в БДС, а условен вискозитет над 16 °Е – съгласно формулата
{\displaystyle \nu =7,4\cdot 10^{-6}E_{t},}
където {\displaystyle \nu } е кинематичният вискозитет (в m2 / s), а {\displaystyle E_{t}} е условният вискозитет (в ° Е) при температура t.
Относителен вискозитет се нарича отношението на динамичния вискозитет на разтвора към динамичния вискозитет на чист разтворител:
{\displaystyle \mu '={\frac {\mu }{\mu _{r}}},}
където μ е динамичният вискозитет на разтвора; μr е динамичният вискозитет на разтворителя.

## Измерване
В системата SI единицата за динамичен вискозитет е паскал-секунда (Pa·s), която е идентична на 1 N·s/m2 или 1 kg/(m·s). В системата CGS единицата за динамичен вискозитет е поаз; 1 Pa·s = 10 поаза, 1 поаз = 1 g/(cm·s).
В системата SI единицата за кинематичен вискозитет е m2/s. В системата CGS единицата за кинематичен вискозитет е стокс; 1 Ст = cm2/s.
Преминаването на вещество от течно в стъкловидно състояние обикновено се свързва с постигането на вискозитет от порядъка на 1011-1012 Pa·s.
Уредът за измерване на вискозитета се нарича вискозиметър.

## Вискозитет на някои вещества
Наблюдаваните стойности на вискозитета варират в рамките на няколко порядъка, дори за обикновените вещества (вижте таблицата с порядъка по-долу). Например, 70 %-ен захарен разтвор във вода има вискозитет по-голям 400 пъти от този на водата и 26000 пъти от на въздуха. По-драматично е, че смолата има вискозитет 230 милиарда пъти по-висок от този на водата.

### Вискозитет на въздуха
Вискозитетът на въздуха зависи главно от температурата, освен при много високо налягане. При стандартни атмосферни условия (25 °C и налягане от 1 бар) динамичният вискозитет на въздуха е 18,5 μPa·s, приблизително 50 пъти по-малък от вискозитета на водата при същата температура. При 15 °C той е 1,78⋅10−5 kg/(m·s) = 17,8 μPa⋅s = 1,78⋅10−5 Pa⋅s. Вискозитетът на въздуха може да се намери като функция от температурата с помощта на програми за изчисляване на вискозитета на газовете. Една от многото възможни приблизителни формули за температурната зависимост на динамичния вискозитет (вж. Температурна зависимост на вискозитета) на въздуха е:
{\displaystyle \mu _{\text{0}}=2,791\cdot 10^{-7}\cdot T^{0,7355}},
което е точно в диапазона от -20 °C до 400 °C. За да е валидна тази формула, температурата трябва да бъде в келвини, при което вискозитета на въздуха μ0 се получава в Pa·s.
За самолетостроенето и корабостроенето е най-важно да се знаят вискозитетите на въздуха и водата.

### Вискозитет на водата
Динамичният вискозитет на водата се изразява като функция от температурата Т с полуемпиричното уравнение на Вогел-Фулчер-Таман:
{\displaystyle \mu =M.\exp \left({\frac {B}{T-C}}\right)}
където М и B са емпирични зависими от материала параметри, а С също е емпиричен параметър и обикновено се намира на около 50 °C под температурата на замръзване. Тези три параметъра обикновено се използват като регулируеми стойности за приспособяване на уравнението към експериментални данни на конкретни системи. За водата A = 0,02939 mPa·s, B = 507,88 K и C = 149,3 K.
Кинематичният вискозитет на водата също се изразява като функция от температурата Т и може да се изчисли по формулата
{\displaystyle \nu =M.10^{\frac {B}{T-C}},}
където A = 2,414·10−5 Pa·s, B = 247,8 K, C = 140 °K.
При температура около 25 °C динамичният вискозитет на водата е 8,9·10−4 Pa·s. Експериментално определени стойности на вискозитета на течната вода при различни температури до точката на кипене са дадени в таблицата:
| Температура [°C] | Вискозитет [mPa·s] |
| ---------------- | ------------------ |
| 10               | 1,3059 – 1,308     |
| 20               | 1,0016 – 1,002     |
| 25               | 0,89               |
| 30               | 0,79722 – 0,7978   |
| 40               | 0,6531             |
| 50               | 0,54652 – 0,5471   |
| 60               | 0,4668             |
| 70               | 0,40355 – 0,4044   |
| 80               | 0,3550             |
| 90               | 0.31417 – 0,3150   |
| 100              | 0,2822             |

### Динамичен вискозитет на различни вещества
Данните за стойностите на вискозитета обикновено се определят при температура от 25 °C и налягане от 1 атмосфера, освен ако не е отбелязано друго. Следващите таблици показват стойностите на динамичния вискозитет на някои нютонови флуиди:
| Газ                | при 0 °C (273 K), μPа·s | при 27 °C (300 K), μPа·s |
| ------------------ | ----------------------- | ------------------------ |
| Въздух             | 17,4                    | 18,6                     |
| Водород            | 8,4                     | 9,0                      |
| Хелий              |                         | 20,0                     |
| Аргон              |                         | 22,9                     |
| Ксенон             | 21,2                    | 23,2                     |
| Въглероден двуокис |                         | 15,0                     |
| Метан              |                         | 11,2                     |
| Етан               |                         | 9,5                      |

| Течност         | Вискозитет [Pa·s] | Вискозитет [mPa·s] |
| --------------- | ----------------- | ------------------ |
| Ацетон          | 3,06·10−4         | 0,306              |
| Метилов спирт   | 5,44·10−4         | 0,544              |
| Бензин          | 6·10−4            | 0,6                |
| Бензол          | 6,04·10−4         | 0,604              |
| Етилов спирт    | 1,074·10−3        | 1,074              |
| Вода            | 8,94·10−4         | 0,894              |
| Етиленгликол    | 1,61·10−2         | 16,1               |
| Живак           | 1,526·10−3        | 1,526              |
| Нитробензол     | 1,863·10−3        | 1,863              |
| Пропанол        | 1,945·10−3        | 1,945              |
| Зехтин          | 0,081             | 81                 |
| Сярна киселина  | 2,42·10−2         | 24,2               |
| Рициново масло  | 0,985             | 985                |
| Царевичен сироп | 1,3806            | 1380,6             |
| Мазут           | 2,022             | 2022               |

### Други често срещани вещества
На определени вещества с променлив състав или с ненютоново поведение [a] не се приписват точни стойности, тъй като в тези случаи вискозитетът зависи от допълнителни фактори освен температурата и налягането.
| Вещество             | Вискозитет [mPa·s]                    | Tемпература [°C] | Изт.   |
| -------------------- | ------------------------------------- | ---------------- | ------ |
| Течен азот           | 0,158                                 | –196             |        |
| Вода                 | 1,0016                                | 20               | [ 6 ]  |
| Живак                | 1,526                                 | 25               | [ 6 ]  |
| Пълномаслено мляко   | 2,12                                  | 20               | [ 7 ]  |
| Тъмна бира           | 2,53                                  | 20               | [ 8 ]  |
| Кръв                 | 3 – 4                                 | 37               |        |
| Зехтин               | 56,2                                  | 26               | [ 7 ]  |
| Моторно масло SAE 10 | 65 – 140                              | 20 – 25          |        |
| Моторно масло SAE 20 | 140 – 420                             | 25               |        |
| Моторно масло SAE 30 | 420 – 650                             | 25               |        |
| Моторно масло SAE 40 | 650 – 900                             | 20 – 25          |        |
| Глицерин             | 1490                                  | 20               |        |
| Мед                  | {\displaystyle \approx } 2000 – 10000 | 20               | [ 9 ]  |
| Кетчуп               | {\displaystyle \approx } 5000 – 20000 | 25               | [ 11 ] |
| Фъстъчено масло      | {\displaystyle \approx } 104–106      |                  | [ 12 ] |
| Смола                | 2.3×1011                              | 10 – 30          | [ 13 ] |
| Планетарна мантия    | {\displaystyle \approx } 1019–1024    |                  | [ 14 ] |